# Mesas girantes

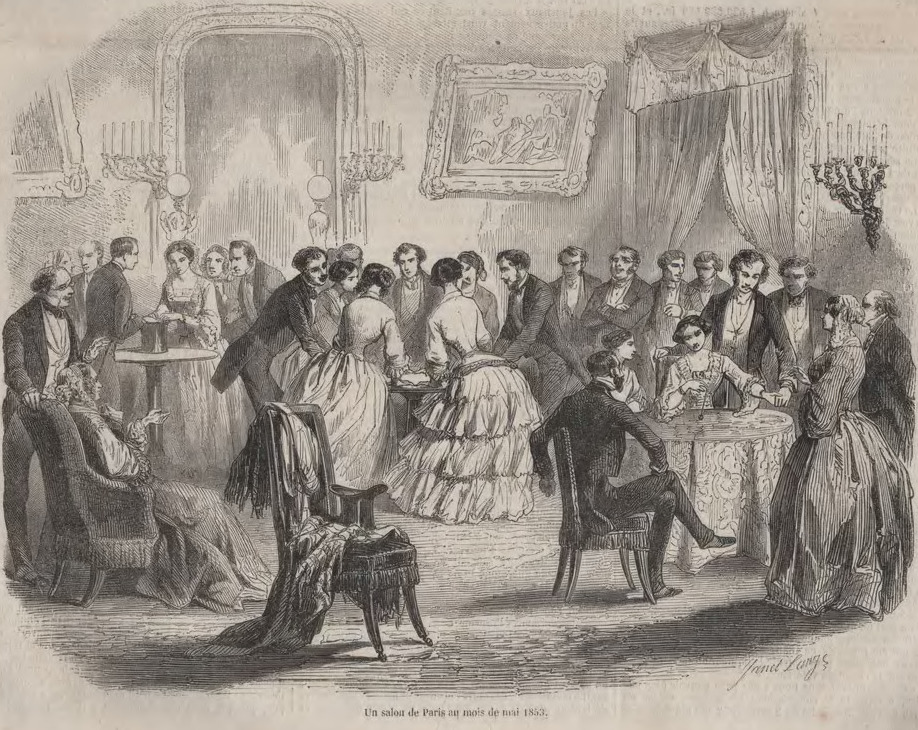
Salão parisiense com pessoas praticando três variações das mesas girantes com um anel, uma mesa e um chapéu. (L'Illustration, Histoire de la semaine, 14 de maio de 1853)

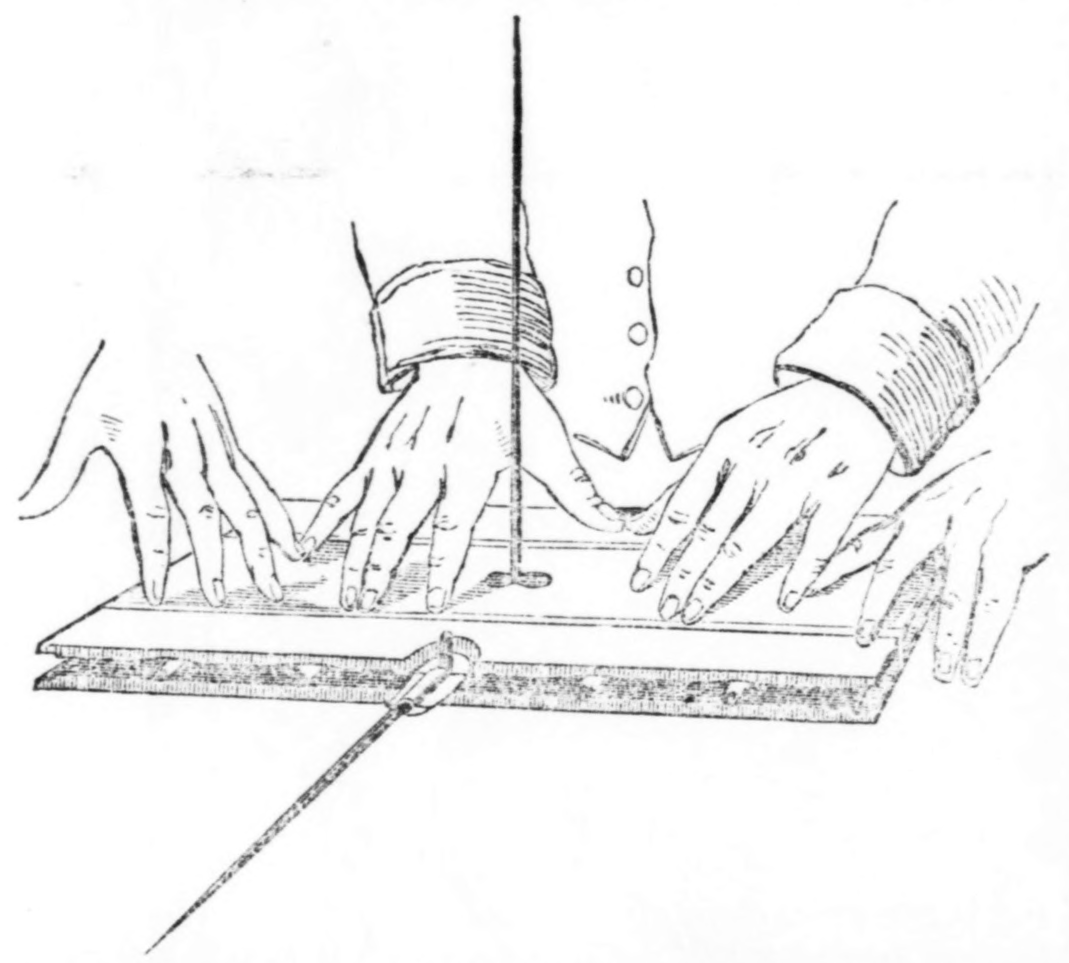
Equipamento desenvolvido por Michael Faraday para demonstrar o efeito ideomotor.

Mesas girantes, mesas falantes ou dança das mesas são um tipo de sessão espírita em que os participantes se sentam ao redor de uma mesa, colocam as mãos sobre ela e esperam que ela se movimente. Populares no século XIX, acreditava-se que as mesas serviam como meio de comunicação com supostos espíritos. Alfabetos também eram colocados sobre as mesas e elas se inclinavam para a carta adequada, soletrando palavras e frases.
O fenômeno é explicado pelo efeito ideomotor, que também acontece no tabuleiro ouija e na chamada "brincadeira do copo". Em 1853, quando as sessões atingiram grande popularidade, Michael Faraday publicou os resultados de experimentos que explicaram a movimentação das mesas. Faraday demonstrou experimentalmente as descobertas de William Benjamin Carpenter sobre esse efeito ideomotor, responsável pela movimentação involuntária dos músculos pelos participantes da sessão espírita. Os experimentos excluíram definitivamente a eletricidade, o magnetismo, a rotação da terra, forças desconhecidas e as explicações sobrenaturais ou diabólicas como causa da movimentação das mesas. Em uma palestra posterior Faraday analisou as críticas ao experimento.
Apesar disso, e da condenação pela Igreja Católica, no século XIX e começo do século XX os defensores do magnetismo animal e do médico acusado de charlatanismo Franz Anton Mesmer, os praticantes do moderno espiritualismo e, posteriormente, os adeptos do espiritismo, continuaram a alegar que as mesas permitiam a comunicação de espíritos com as pessoas.
O espiritismo se apresenta como "uma ciência" e, mesmo com as evidências e críticas posteriores, as mesas girantes, o tabuleiro ouija e a "brincadeira do copo" ainda são consideradas reais por kardecistas e umbandistas. Adeptos destas e de outras religiões espiritualistas acreditam que pessoas mortas se comunicavam usando as mesas girantes.  No presente essa comunicação aconteceria através dos supostos fenômenos mediúnicos, principalmente os chamados de psicografia e psicofonia, expressões cunhadas por Allan Kardec, o criador da Doutrina Espírita.

## Histórico espiritualista
Allan Kardec, em seu O Livro dos Médiuns, afirma que o movimento das mesas girantes era causado por espíritos de pessoas mortas. Segundo seus biógrafos, ele foi convidado nos anos 1850 por Fortier, seu amigo e estudioso das teorias do controverso médico alemão Franz Anton Mesmer, a verificar, observar e analisar o fenômeno chamado de mesas girantes, um tipo de sessão espírita popular naquela metade do século XIX. As primeiras manifestações de mesas girantes observadas por Kardec aconteceram por meio de mesas se levantando e batendo, com um dos pés, um número determinado de pancadas e respondendo, desse modo, sim ou não, segundo fora convencionado, a uma questão proposta. No livro A Gênese Kardec atribuiu o movimento das mesas girantes a o que ele chamou de "fluido perispirítico", que seria compartilhado entre os seres humanos e os espíritos.
Por volta da mesma época Victor Hugo e Gerard de Nerval tornam-se crentes nas mesas girantes. Victor Hugo, durante seu exílio na ilha de Jersey (1851-1855), participou de inúmeras sessões de mesas girantes com seu amigo Auguste Vacquerie e passou a acreditar que havia entrado em contato com espíritos de falecidos, inclusive sua filha Léopoldine (morta por afogamento) e grandes escritores como Shakespeare, Dante, Racine e Molière. Por causa dessas experiências com as mesas, Victor Hugo se converteu ao espiritismo e, em 1867, clamou que a ciência deveria dar atenção e seriedade para os fenômenos das mesas: "A mesa girante ou falante foi bastante ridicularizada. Falemos claro. Esta zombaria é  injustificável. Substituir o exame pelo menosprezo é cômodo, mas pouco científico.  Acreditamos que o dever elementar da Ciência é verificar todos os fenômenos, pois a Ciência, se os ignora, não tem o direito de rir deles. Um sábio que ri do possível está bem perto de ser um idiota. Sejamos reverentes diante do possível, cujo limite ninguém conhece, fiquemos atentos e sérios na presença do extra-humano, de onde viemos e para onde caminhamos".
Os  defensores do magnetismo animal, seguidores de Mesmer, inúmeras vezes acusado de charlatanismo, também se interessaram pelas mesas girantes desde o seu início e alegavam que o fenômeno estava intrinsecamente ligado ao magnetismo animal e ao suposto fluido magnético. Foi através deles que Allan Kardec tomou conhecimento das mesas girantes pela primeira vez em 1855. Em 1853 uma comissão nomeada pela Academia Francesa de Ciências, chefiada pelo químico Michel Eugène Chevreul, estudou os fenômenos espirituais. O relatório de Chevreul, apresentado à Academia em 1854, concluiu que os fenômenos das mesas eram causados por leves movimentos inconscientes das mãos dos participantes.

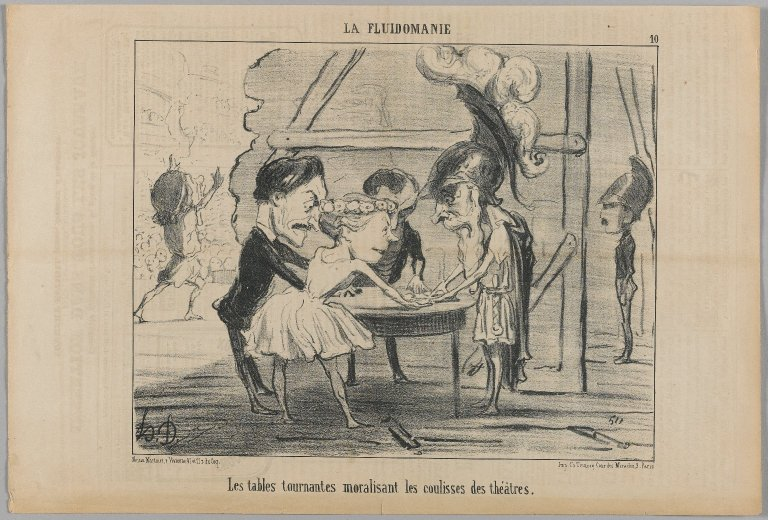
Caricatura sobre as mesas girantes em uma publicação satírica francesa do século XIX (Le Charivari, 1853) "As mesas girantes moralizando os bastidores dos teatros" (Les tables tournantes moralisant les coulisses des théàtres.)

Quando a diversão do experimento de física das plataformas giratórias passou e entraram em cena as mesas falantes, os cientistas abandonaram os experimentos. A Igreja Católica condenou a prática, afirmando que as mesas eram eram manifestações do demônio.
Allan Kardec, analisando esses fenômenos, concluiu que não havia nada de convincente no método dos céticos, porque se podia acreditar num efeito da eletricidade, cujas propriedades eram pouco conhecidas pela ciência de então. Ele desenvolveu métodos para se obter respostas mais desenvolvidas por meio das letras do alfabeto: a mesa batendo um número de vezes corresponderia ao número de ordem de cada letra, chegando, assim, a formular palavras e frases respondendo às perguntas propostas. Kardec concluiu que a precisão das respostas e sua correlação com a pergunta não poderiam ser atribuídas ao acaso. O ser misterioso que assim respondia, quando interrogado sobre sua natureza, declarou que era um espírito ou gênio, deu o seu nome e forneceu diversas informações a seu respeito. A partir dessas comunicações é que surge o seu primeiro livro, O Livro dos Espíritos, em 1857.
O fenômeno das mesas girantes foi diminuindo de popularidade e passou a ser motivo de anedotas. Uma das possíveis razões para isso foram as fraudes praticadas por médiuns famosos, como a italiana Eusápia Palladino e o britânico William Eglinton. Harry Houdini desmascarou vários desses médiuns expondo os truques que estes utilizavam.
As mesas girantes foram os primeiros fenômenos que levaram Allan Kardec a investigar a mediunidade em geral e, no final dos anos 1850, ele criou o Espiritismo, doutrina espiritualista que tem entre seus princípios a crença nos supostos fenômenos mediúnicos. A relação entre o espiritismo e as mesas girantes é assim tratada por Gabriel Delanne no livro espírita "O Fenômeno Espírita":
| “ | Seja como for, as mesas girantes (e falantes) não deixam de ser o ponto de partida da Doutrina Espírita e por isso devemos tratá-las com maior desenvolvimento. E tanto mais quanto apresentados esses fenômenos na sua simplicidade, o estudo das causas será mais fácil e a teoria, uma vez estabelecida, nos dará a chave dos efeitos complicados. | ” |
|   | — Gabriel Delanne. |   |

Allan Kardec trata da influência da mesa na produção do fenômeno:
| “ | Acrescentemos que a forma da mesa, a substância de que é feita, a presença de metais, da seda nas roupas dos assistentes, os dias, as horas, a obscuridade, ou a luz etc., são indiferentes como a chuva ou o bom tempo. Apenas o volume da mesa deve ser levado em conta, mas tão-somente no caso em que a força mediúnica seja insuficiente para vencer-lhe a resistência. | ” |
|   | — O Livro do Médiuns, página 84. |   |

## Estudos científicos
Michael Faraday, descobridor da indução eletromagnética e considerado um dos melhores pesquisadores experimentais da história, publicou em 1853 os resultados de experiências científicas simples que ele fez para testar as causas do fenômeno das mesas girantes. Participaram dos experimentos pessoas honradas, que moviam as mesas facilmente, acreditavam na realidade do fenômeno e  desejavam participar da confirmação científica de uma força desconhecida. Os resultados mostraram que os movimentos das mesas eram causados pelo efeito ideomotor e descartaram as explicações paranormais ou espirituais do fenômeno. Faraday cita o estudo de William Benjamin Carpenter, descobridor do efeito ideomotor em 1852. Usando folhas de papel ajustadas à mesa girante com colas que permitiam o movimento dessas folhas, Faraday demonstrou empiricamente que os participantes moviam a mesa de forma inconsciente, pois as folhas eram empurradas pelas mãos dos participantes antes das mesas se moverem. Faraday depois testou um braço mecânico que registrava os movimentos da mesa antes destes se tornarem observáveis. Quando os participantes observavam esse registro de seus movimentos involuntários toda a movimentação das mesas parava. Devido à simplicidade dos procedimentos e materiais utilizados os experimentos podem ser repetidos facilmente.
Justus von Liebig recomendou que os participantes colocassem as mãos debaixo das mesas, ao invés de sobre elas. James Randi explicou que o efeito ideomotor também acontece quando pessoas manuseiam o tabuleiro ouija, porque os operadores com a visão obstruída não são capazes de produzirem mensagens inteligíveis. Ray Hyman descreve como as pessoas são enganadas pelo efeito ideomotor.
Alfred Russel Wallace, um dos principais defensores do moderno espiritualismo na Inglaterra e descobridor da seleção natural junto com Charles Darwin, acreditava que os experimentos de Faraday não foram suficientes para explicar o fenômeno. Ele participou de várias sessões de mesas girantes e observou que "há um poder obscuro revelado pelos corpos das pessoas, quando se coloca as mãos sobre uma mesa e nos conectamos através dela". Já Thomas Henry Huxley, o "Buldogue de Darwin", entendia que as pessoas acreditavam nas mesas girantes por causa da ignorância acerca de aspectos básicos da fisiologia humana.
Outros cientistas e escritores da época, também ligados ao espiritualismo ou ao espiritismo, tentaram desacreditar Faraday. O escritor Arthur Conan Doyle afirmava que os fenômenos espirituais tinham sido estudados e confirmados por homens de ciência durante 30 anos. Já o ex-padre Joseph McCabe escreveu que os cientistas mencionados por Doyle foram enganados pelos médiuns e que a linguagem arrogante da literatura espiritualista era consequência desses enganos.
Entre esses defensores das mesas girantes estavam também o físico-químico William Crookes, o físico e escritor Oliver Lodge, o professor de filosofia da ciência na Universidade de Turim Ernesto Bozzano, os astrônomos Camille Flammarion e Johann Karl Friedrich Zöllner, o criminologista Cesare Lombroso e o contador, escritor e magistrado Arthur Findlay.
Independente das controvérsias criadas por espiritualistas e espíritas, o consenso científico permanece. A movimentação das mesas é explicada pelo efeito ideomotor, semelhante ao que ocorre com o tabuleiro ouija, onde os participantes também movimentam os marcadores de maneira involuntária.